# 滝野社インターチェンジ
滝野社インターチェンジ（たきのやしろインターチェンジ）は、兵庫県加東市にある中国自動車道のインターチェンジである。
加東市および西脇市の最寄りインターチェンジ。旧加東郡の3町（社町、滝野町、東条町）の合併による加東市の成立までは、社町と滝野町の境界に位置していた。
供用前の仮称は「滝野インターチェンジ」であった。

## 道路
- E2A中国自動車道（8番）

## 接続する道路
- 国道175号（国道427号重複）（西脇バイパス・滝野IC関連バイパス・社バイパス）
- 兵庫県道17号西脇三田線

## 料金所
- ブース数：9

### 入口
- ブース数：4
  - ETC専用：1
  - ETC・一般：1
  - 一般：3

### 出口
- ブース数：5
  - ETC専用：2
  - ETC・一般：1
  - 一般：2

## バス停留所
料金所そばに高速バス専用のバス停留所が設けられている。停留所設備は高速道路外に設けられており、停車するバスはいったん料金所を出て客扱いを行う形になる。
隣接する国道175号社バイパスの側道には、中国ハイウェイバス社線・西脇線・西脇急行線の滝野社インターバス停（明石市方面のみに設置）がある。こちらに停車するバスは、いったん北池交差点に設けられた専用の転回場を通り、滝野社インターバス停で客扱いを行う形になる。
- 中国ハイウェイバス社線（上り便）：国道175号社バイパス → 滝野社インター入口交差点 → 北池交差点（Uターン） → 滝野社インターバス停（客扱い） → 滝野社インター入口交差点 → 北野交差点 → 滝野社IC（兵庫県道17号西脇三田線からの出入口） → 中国自動車道
- 中国ハイウェイバス社線（下り便）：中国自動車道 → 滝野社IC（国道175号社バイパスからの出入口） → 北池交差点（Uターン） → 滝野社インターバス停（客扱い） → 滝野社インター入口交差点 → 国道175号社バイパス
- 中国ハイウェイバス西脇線（上り便）：兵庫県道17号西脇三田線 → 滝野社インター入口交差点 → 北池交差点（Uターン） → 滝野社インターバス停（客扱い） → 滝野社インター入口交差点 → 北野交差点 → 滝野社IC（兵庫県道17号西脇三田線からの出入口） → 中国自動車道
- 中国ハイウェイバス西脇線（下り便）：中国自動車道 → 滝野社IC（国道175号社バイパスからの出入口） → 北池交差点（Uターン） → 滝野社インターバス停（客扱い） → 滝野社インター入口交差点 → 兵庫県道17号西脇三田線
- 西脇急行線：兵庫県道17号西脇三田線 → 滝野社インター入口交差点 → 北池交差点（Uターン） → 滝野社インターバス停（客扱い） → 滝野社インター入口交差点 → 兵庫県道17号西脇三田線

### 停車する路線
| のりば         | 方面             | 愛称               | 会社名                 | 行先                                                            | 備考                           |
| -------------- | ---------------- | ------------------ | ---------------------- | --------------------------------------------------------------- | ------------------------------ |
| 高速道路外     | 中国道上り線     | 中国ハイウェイバス | 西日本JRバス・神姫バス | 大阪国際空港・大阪（新大阪駅・大阪駅JR高速バスターミナル・USJ） | 急行便のみ。津山・加西発便のみ |
| 高速道路外     | 中国道上り線     | 山崎 - 三ノ宮線    | ウエスト神姫           | 神戸（神姫バス神戸三宮バスターミナル）                          |                                |
| 高速道路外     | 中国道下り線     | 中国ハイウェイバス | 西日本JRバス・神姫バス | 加西（北条（アスティアかさい））                                | 急行便                         |
| 高速道路外     | 中国道下り線     | 中国ハイウェイバス | 西日本JRバス・神姫バス | 津山（津山駅）                                                  | 急行便のみ                     |
| 社バイパス側道 | 中国道上り線     | 中国ハイウェイバス | 西日本JRバス・神姫バス | 大阪国際空港・大阪（新大阪駅・大阪駅JR高速バスターミナル・USJ） | 急行便。社・西脇発便のみ       |
| 社バイパス側道 | 県道17号三田方面 | 西脇急行線         | 神姫バス               | 社（車庫前）・神戸（新神戸駅・神姫バス神戸三宮バスターミナル）  |                                |
| 社バイパス側道 | 県道17号西脇方面 | 西脇急行線         | 神姫バス・ウイング神姫 | 西脇市役所                                                      |                                |

廃止路線
- 明石駅 - 西脇営業所（神姫バス）
- 関空ジャンボタクシー北回り路線（はくろタクシー）
  - 乗合タクシーであり、2014年（平成26年）3月31日に廃止された。
- かに王国号（全但バス）[3]
  - 2008年（平成20年）10月1日に廃止された。
- 関西国際空港〜津山線（神姫バス・南海バス・関西空港交通）
  - 2012年（平成24年）5月14日に休止された。
- 津山エクスプレス京都号（西日本JRバス・神姫バス）
  - 2020年（令和2年）11月30日に休止された。

### バス停へのアクセス
- 神姫バス 滝野社インターバス停
  - 西脇急行線を含む

## 周辺
- 播磨中央公園
- ミニボートピア滝野 - 尼崎競艇・住之江競艇の場外舟券発売所。

## 歴史
- 1974年6月4日：西宮北IC - 福崎ICの開通により供用開始。[4]

## 隣
E2A中国自動車道
(7-1)ひょうご東条IC - 社PA - (8)滝野社IC - (8-1)加西IC

## ギャラリー

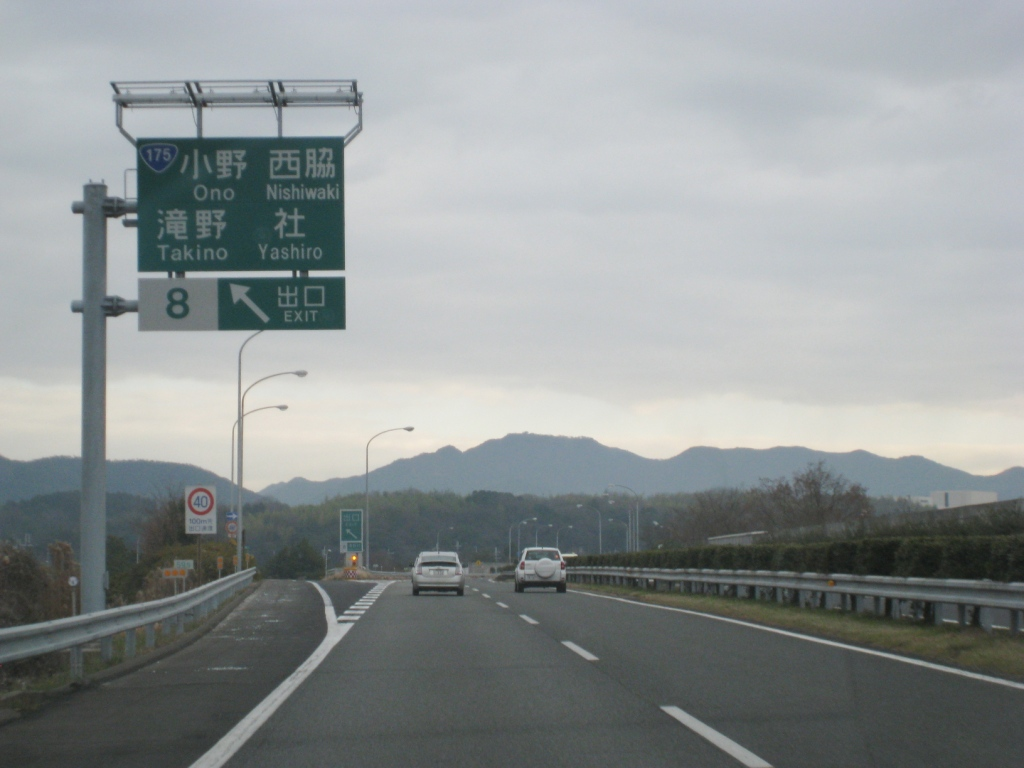
案内板
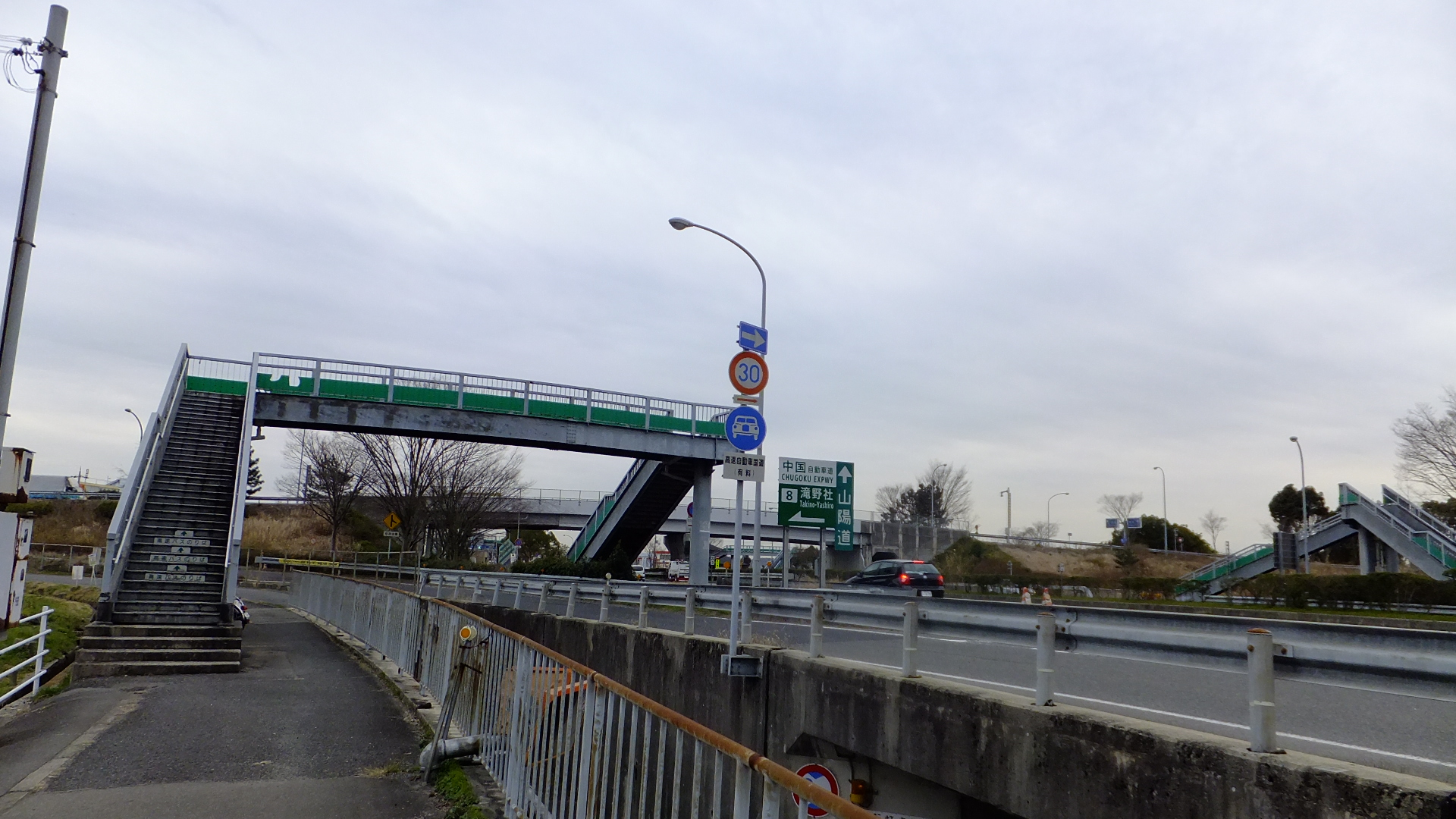
国道175号社バイパスからの出入口
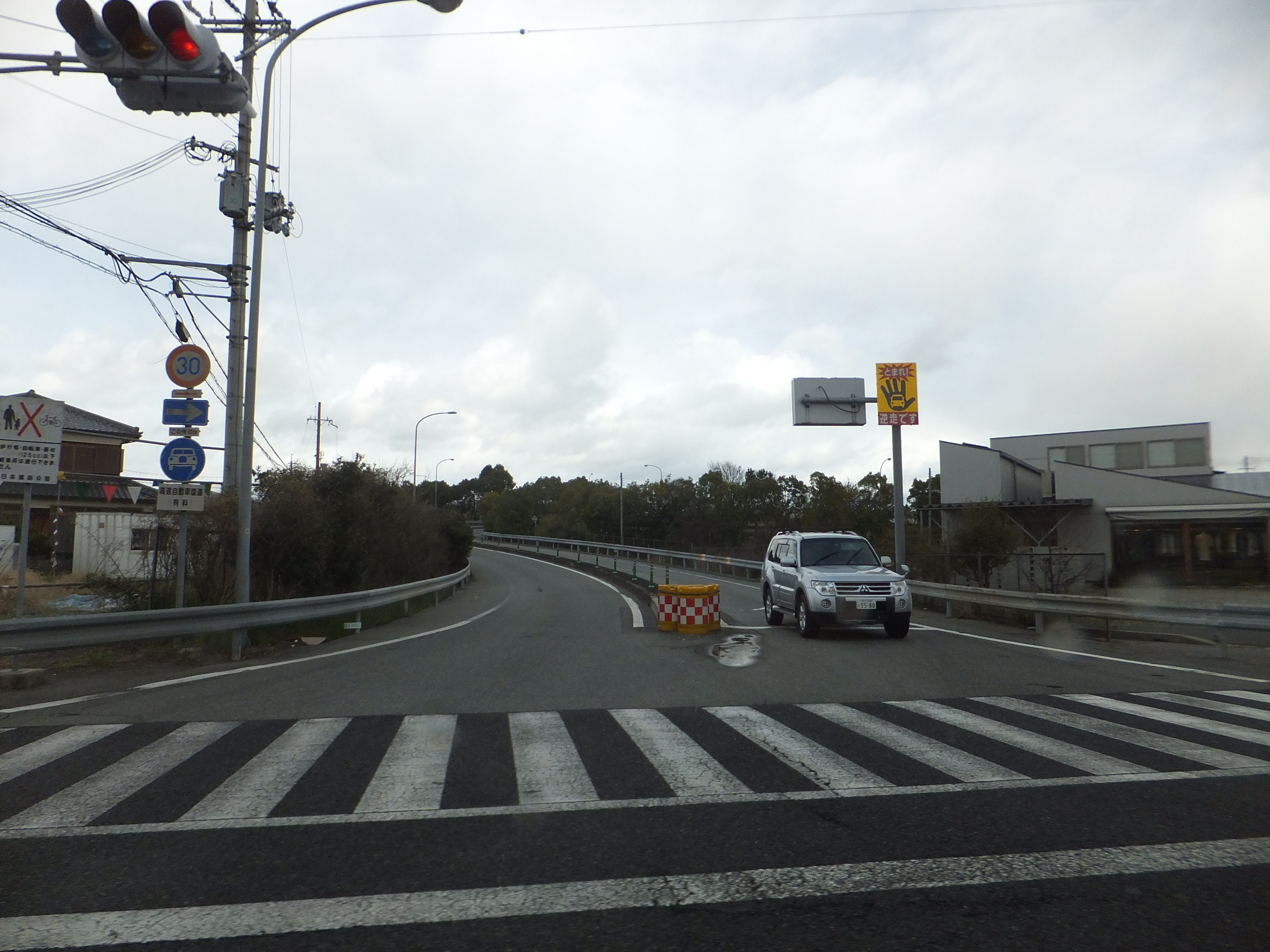
兵庫県道17号西脇三田線からの出入口